# Piotr Łukaszewski
Piotr Juliusz Łukaszewski (ur. 22 grudnia 1966) – polski gitarzysta, producent muzyczny, aranżer oraz kompozytor rockowy. Członek Akademii Fonograficznej ZPAV.
Znany głównie z występów w zespołach takich, jak: TSA-Evolution, Skawalker, Ira, KarmaComa, Ptaky.

## Życiorys
Jego fascynacja muzyką zaczęła się już w szkole średniej. Był bowiem wtedy wielkim fanem heavymetalowego zespołu TSA. Postanowił zostać muzykiem po tym jak był na koncercie TSA w Operze Leśnej w Sopocie w 1981. Porzucił wtedy grę w hokeja, w której odnosił nawet pewne sukcesy. Pierwszą gitarą jaką kupił była polska gitara Defil, którą kupił za 1600 zł.
Następnie grał w wielu amatorskich rockowych kapelach, m.in. Postscriptum, Modor, oraz Angellica. Jak sam przyznał w jednym z wywiadów, z tym ostatnim zespołem otarł się już o lekkie zawodowstwo. Zaprezentował się z tym zespołem w 1985 na "małej scenie" na Festiwalu w Jarocinie. Zespół fascynował się wówczas dokonaniami zespołu Metallica, stąd podobna pisownia.
Następnie Łukaszewski został zwerbowany do TSA-Evolution, przez perkusistę Zbigniewa Kraszewskiego. Janusz "Johny" Pyzowski został zwerbowany przez Łukaszewskiego jako wokalista. Zespół jednak dość szybko się rozpadł, zdążył nagrać tylko trzy nowe utwory: We Are Together, Don't Give Up, oraz Queen Of The Highway.
Następnym zespołem do którego trafił Łukaszewski był Skawalker. Kiedy nagrywali w 1990 w studiu S-4 materiał na swoją pierwszą płytę, pojawił się Kuba Płucisz, który zaproponował mu współpracę. Po kilku próbach, Łukaszewski zgodził się na współpracę. Wraz z zespołem Ira, odniósł w pierwszej połowie lat 90. ogromne sukcesy. Płyty Mój dom, 1993 rok, oraz koncertowy Ira Live odniosły niebywałe wręcz sukcesy sprzedając się w statusach złotych płyt oraz platynowych. W drugiej połowie lat 90. nastąpił kryzys, zespół nagrał dwie mało popularne płyty, czego skutkiem było zawieszenie działalności przez zespół w 1996.
Kontynuował karierę muzyczną z Gadowskim, Sujką oraz Owczarkiem. Wystąpił w 1998 na solowej płycie Gadowskiego pt. Artur Gadowski. Następnie otworzył w Gdańsku własne studio nagrań "Red Studio", w którym nagrywało wiele zespołów, min. Myslovitz, O.N.A., Illusion. Poza tym grał na gitarze podczas nagrywania kilku płyt, m.in. Pati Yang, Nazar, Skiba. Był także realizatorem nagrań na debiutanckiej płycie zespołu Crew.
W październiku 1998 założył zespół Karmacoma. Zespół który jak na tamten okres prezentował dość specyficzny styl muzyczny i znacznie odbiegał swym brzmieniem od dokonań Łukaszewskiego. Z tym zespołem nagrał dwie płyty KarmaComa wydaną w 1999, oraz Odyseja 2001 czyli pamiętnik znaleziony w studni wydaną w 2001. Łukaszewski był producentem obu płyt, które został nagrane w jego studiu "Red Studio" w Gdańsku. Zespół się rozpadł w 2002 i Łukaszewski ponownie udzielał się jako aranżer i producent. Pracował przy projektach takich zespołów jak: Mess Age, Vader, Patrycja Markowska, Tehace i wielu innych polskich artystów.
Po rozpadzie grupy Karmacoma w 2001, założył w rodzinnym Gdańsku rockowy zespół Ptaky, z którym nagrał dwie płyty. W zespole pełnił funkcję gitarzysty oraz grał na instrumentach klawiszowych. W składzie obok Łukaszewskiego znalazł się m.in. perkusista Daniel Werner (który współpracował już przy projekcie Karmacoma). Obecnie Peter współtworzy nowy rockowy projekt o nazwie Fuzz. Bardzo często występuje także w roli producenta oraz realizatora w różnych zespołach rockowych, jak i metalowych. Od 2012 współzałożyciel i manager w Custom34 Studio w Gdańsku, gdzie nagrał ponad 100 płyt w roli realizatora, gitarzysty lub producenta. (Lemon, T-Love, Bednarek, Julia Pietrucha, Kortez i wielu innych).
W grudniu 2023 roku ogłoszono powstanie supergrupy Dorosłe Dzieci, w której został gitarzystą. Wraz z nim w skład grupy weszli: Grzegorz Kupczyk, Adam Wolski, Kuba Płucisz, Grzegorz Stępień, Paweł Oziabło i Maciej Starosta.

## Dyskografia
- Ira – Mój dom (1991)
- Skawalker - Skawalker (1992)[5]
- Ira – 1993 rok (1993)
- Ira – Ira Live (1993)
- Ira – Znamię (1994)
- Ira – Ogrody (1995)
- Nazar – [kata.LOG] (1996)[6]
- Nazar – Kosmos (1997)[7]
- Krzysztof Skiba – Wąchole (1998)[8]
- Artur Gadowski – Artur Gadowski (1998)[9]
- Grzegorz Skawiński – Ostatnia misja (2000)[10]
- Małgorzata Ostrowska – Przed świtem (2000)[11]
- Arek King – Arek King (2001)[12]
- Patrycja Markowska – Będę silna (2001)[13]
- Ewelina Flinta – Przeznaczenie? (2003)[14]
- Patrycja Markowska – Mój czas (2003)[15]
- Mess Age – Crushed Inside (2004)[16]
- Mess Age – Rejected Burden (2005)[17]
- Grzegorz Skawiński – Me & My Guitar (2012)[18]
- Luxtorpeda – A morał tej historii mógłby być taki, mimo że cukrowe, to jednak buraki (2014)[19]

## Instrumentarium
| Gitary - Gibson CS Les Paul 1960 V2 - Novo Serus J - Novo Serus T - Novo Serus S - Novo Serus VS - Gibson Songwrighter Custom Wzmacniacze i kolumny - Kemper Profiler Head - Kemper Profiler Power Rack - Marshall plexi 100W 1972 original - Marshall Silver Jubilee 100W 1987 - Friedman BE-100 - Mesa-Boogie LoneStar - Friedman Pink Taco - Friedman Dirty Shirley - Friedman 1x12" Cab Struny Ernie Ball - Super Slinky - Custom Gauge |  | Kostki - Dunlop Ultex Sharp 1.40 Efekty - RJM MIDI Controller - RJM Switcher - Wah-Wah RMC 3 - Tonee- T.Over - FoxRox Octron - Keeley Time Machine - Divided By 13 Dyna Ranger - Fulltone Deja Vibe - Prescription El.- Expierience Fuzz - Maestro Fuzztain - Maestro Phaser - Z-Vex Fuzz Probe - Red Witch Empress Chorus - John Landgraff Overdrive |